# Adolphe d'Angeville
Pour l’article homonyme, voir Angeville.
Adolphe, comte d'Angeville, est un officier de marine, agronome et homme politique français né le 20 mai 1796 à Lompnes et mort le 16 mai 1856 à Lompnes (Ain).

## Biographie
Adolphe d'Angeville est le fils de Jean Baptiste Charles d'Angeville et d'Henriette Louise Sallier. Il est le frère d'Henriette d'Angeville.
Entré dans la marine dès 1811, à l'âge de 15 ans, il la quitte volontairement en 1821 avec le grade de lieutenant de vaisseau. Durant ces dix années, il fait deux campagnes aux Indes orientales, l'une à Pondichéry, pour prendre possession des établissements que la France y possède, l'autre aux îles Philippines et sur les côtes de Cochinchine. 
Retiré à la campagne où il est né, le comte d'Angeville s'adonne surtout à l'agriculture et à l'agronomie, prenant une grande part à la propagation, dans le département de l'Ain, des prairies artificielles ; en même temps, devenu maire de Lompnes en 1826 et conseiller d'arrondissement, il se déclare contre la politique du ministère Villèle et s'oppose aux congrégations. 
En 1830, il se montre un des partisans de la Révolution de Juillet et du gouvernement de Louis-Philippe. À la fin de 1832, il incline vers le parti de la résistance, et c'est comme candidat conservateur qu'il l'emporte, aux élections législatives de 1834, dans l'arrondissement de Belley, sur Cormenin. Il siège au centre, et soutient constamment les ministres dans les débats politiques ; par contre, il témoigne d'une certaine indépendance de vues dans les questions administratives.
Il publie en 1836, une statistique de la population française, qui fait l'objet d'un rapport flatteur à l'Académie des sciences.
Réélu à la presque unanimité des votants par le 4e collège de l'Ain, le 4 novembre 1837, puis le 2 mars 1839, il combat assez vivement divers projets de travaux publics, du ressort des ponts et chaussées. Sa parole rude et incisive fait même plus d'une fois sensation à la Chambre des députés. C'est ainsi que dans la séance du 9 juillet 1839, il s'écria à la tribune : « M. le sous-secrétaire d'État n'est pas franc dans ses déclarations aux Chambres ! Je dirai même que quelquefois il veut les tromper... ». Interrompu à ces paroles, il reprend : « Eh bien, je retire mon mot, si vous le voulez, et je dirai pour être parlementaire, qu'au ministère on enlève les pièces des dossiers quand elles gênent, ou, si vous préférez, qu'on oublie de les mettre ; enfin que par des soustractions frauduleuses qui privent les députés des renseignements dont ils ont besoin, on fait passer telle ou telle loi que l'on a en vue et qui est contraire aux vrais intérêts du pays ».
Très attaché à la personne du roi Louis-Philippe, le comte d'Angeville vote la dotation demandée pour le duc de Nemours et fait partie de la majorité qui approuve les actes du ministère Molé. 
Le comte d'Angeville est encore réélu membre de la Chambre des députés, le 9 juillet 1842. La Révolution de février 1848 le rend à la vie privée.

## Publications

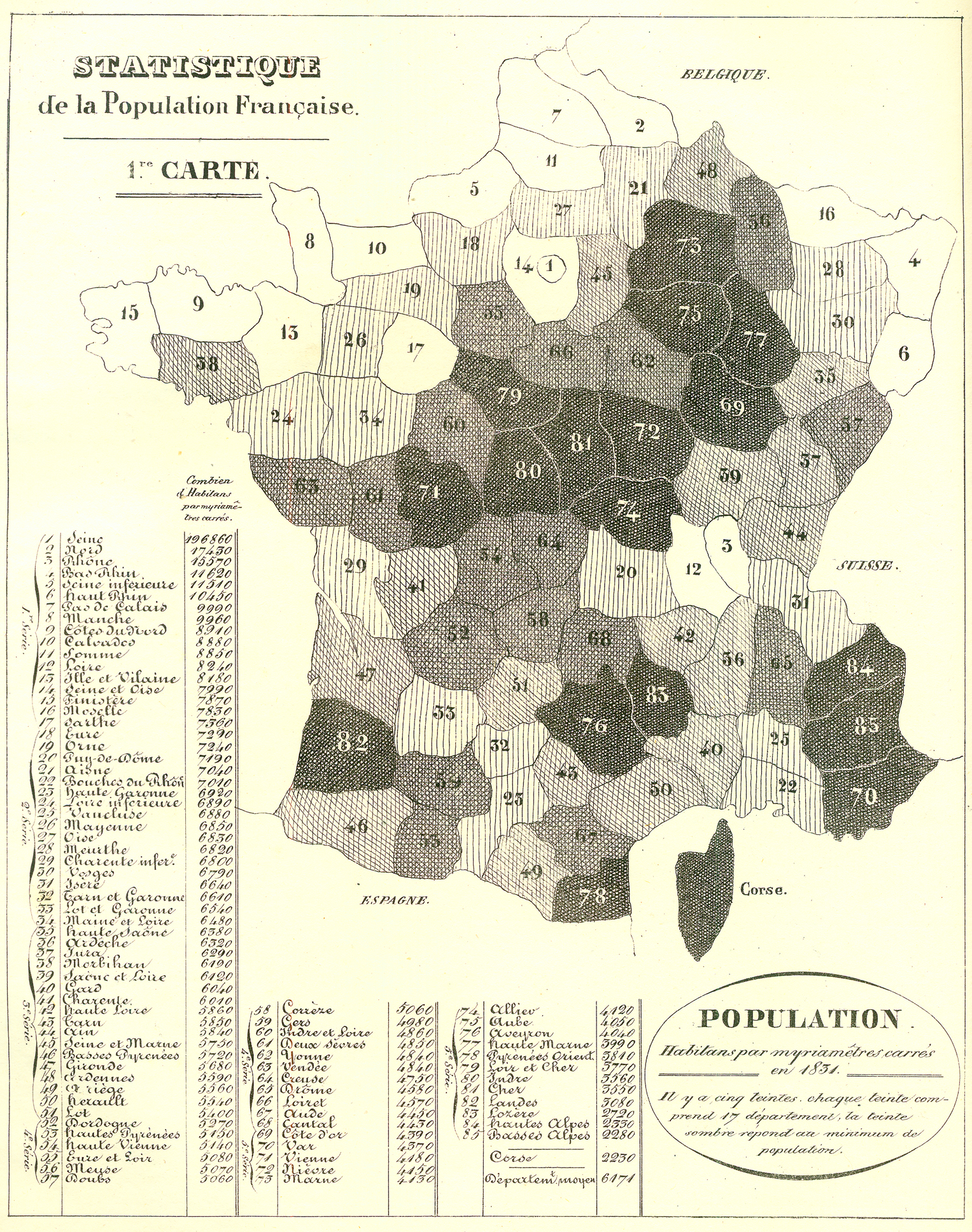
Statistique de la Population by Adolphe d'Angeville, 1836

- Essai sur la statistique de la population française (1836)
- Rapport présenté par M. d' Angeville, au nom de la commission chargée par la cour d'examiner le projet d'organisation des cours royales (1835)
- Aperçu sur nos colonies et notre marine militaire, pour appuyer une pétition faite à la Chambre le 24 janvier 1832 (1832)

## Sources
- « Adolphe d'Angeville », dans Adolphe Robert et Gaston Cougny, Dictionnaire des parlementaires français, Edgar Bourloton, 1889-1891 [détail de l’édition]